# Bud Cort

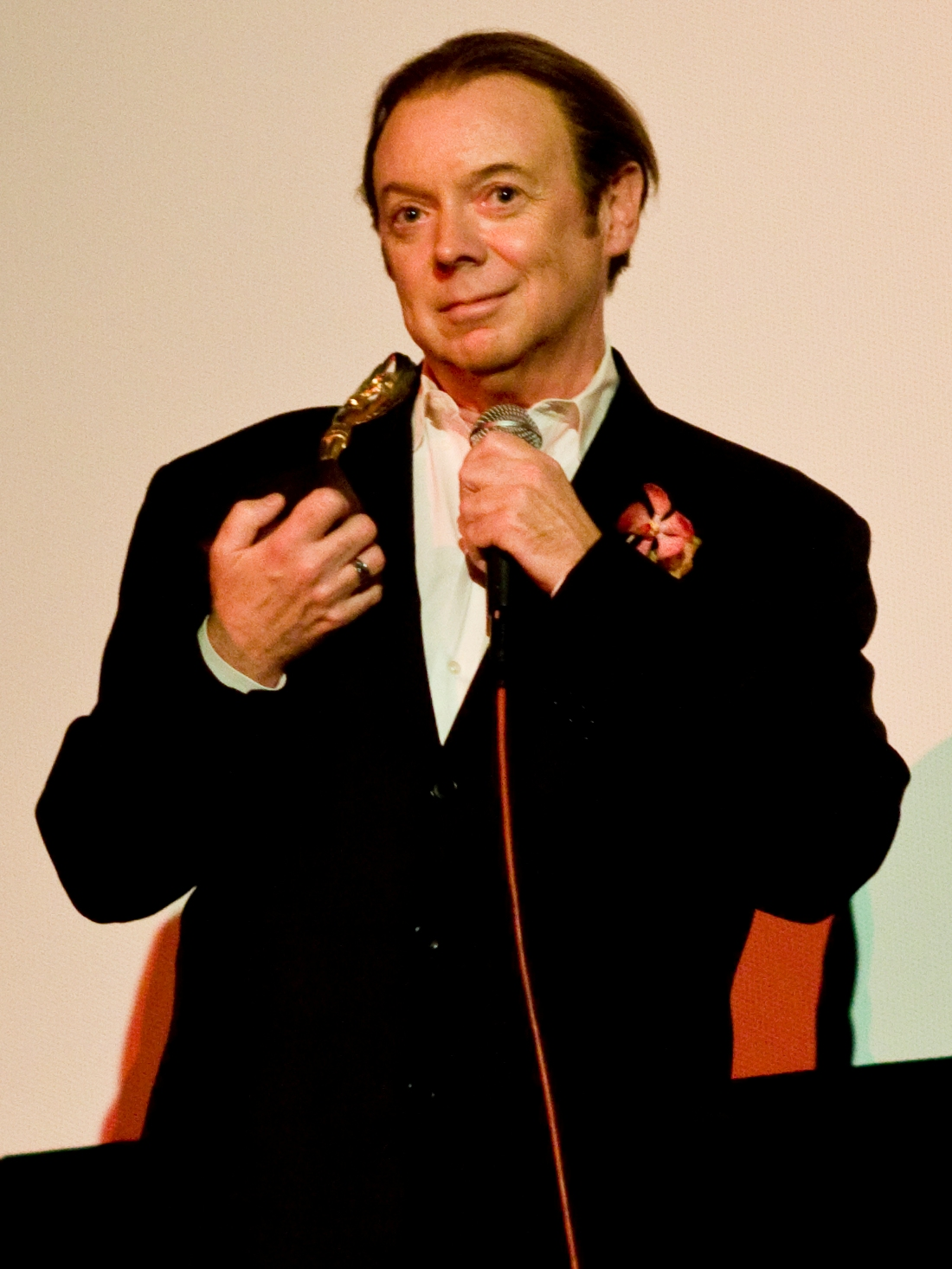
Bud Cort (2008)

Bud Cort (* 29. März 1948 als Walter Edward Cox in New Rochelle, New York) ist ein US-amerikanischer Schauspieler und Komiker sowie gelegentlicher Regisseur und Drehbuchautor. Seine bekannteste Rolle spielte er 1971 in dem Klassiker Harold und Maude.

## Leben
Bud Cort wurde als Sohn des Bandleaders und Pianisten Joseph Parker Cox und der Journalistin Alma Mary Court geboren und wuchs mit drei Schwestern und einem Bruder in Rye, New York, auf. 1966 schloss er die Catholic Iona Preparatory School in New Rochelle ab.
1967 begann er ein Design-Studium an der New York University, das er 1969 abbrach, um Schauspieler zu werden. Er nahm Unterricht bei Stella Adler, spielte in Werbefilmen mit und trat in New York als Stand-Up-Comedian auf. 1969 hatte er eine Rolle in Stuart Hagmanns Film Blutige Erdbeeren, der die amerikanische Studentenbewegung von 1968 thematisierte und in Cannes den Preis der Jury erhielt. 1969 wirkte er in dem Film Sweet Charity mit, der auf dem gleichnamigen Musical basiert.
In New York wurde er von Robert Altman entdeckt. Dieser gab ihm 1970 zunächst eine kleine Rolle in seiner Kriegskomödie MASH, dann  besetzte er Cort noch im selben Jahr für die Hauptrolle in seinem nächsten Film Brewster McCloud. 1971 spielte Cort die Hauptrolle der selbstmordbesessenen Figur Harold in dem Filmklassiker Harold and Maude. Die schwarze Komödie war zunächst ein Flop, erreichte später jedoch weltweit Kultstatus. Bud Cort wurde für diese Rolle in der Kategorie Bester Hauptdarsteller für den Golden Globe nominiert. Anschließend wurde ihm auch die Rolle des Billy Bibbit in Einer flog über das Kuckucksnest angeboten, die er aber ablehnte, um nicht auf Darstellungen psychisch Gestörter festgelegt zu werden.
In den 1970er Jahren folgten weitere Hauptrollen im Film sowie in Broadway-Stücken. 1979 hatte Cort auf dem Rückweg von einem Frank-Sinatra-Konzert einen schweren Autounfall. Er zog sich einen Schädelbruch, verschiedene Schnittwunden im Gesicht sowie einen Arm- und Beinbruch zu und verlor mehrere Zähne. Er musste mehrere Monate zur plastischen Chirurgie im Krankenhaus verbringen und seine Karriere unterbrechen. Mit seinem veränderten Gesicht erhielt er anschließend kaum noch Hauptrollen, seitdem wird er hauptsächlich für Charakterrollen in Independentfilmen besetzt. Dabei wurde er für seine „chamäleonhafte Wandlungsfähigkeit“ bekannt. Als Regisseur und Drehbuchautor inszenierte Cort für das ZDF 1989 in dessen Dokumentarserie Hotels in einem Beitrag über das Hôtel de Paris.
In den 1980er Jahren trat Cort vermehrt im Fernsehen auf, unter anderem in einer Fassung von Invasion vom Mars. In diese Zeit fällt auch der 1987 produzierte Film Bates Motel, eine Fortsetzung von Psycho, in der er die Hauptrolle spielte. Seit den 1990er Jahren trat er wieder in meist kleineren Nebenrollen in Spielfilmen auf, darunter … und das Leben geht weiter (1993), Heat, I Woke Up Early the Day I Died (1998), Dogma (1999), Weil ich ein Mädchen bin (1999), Pollock (2000), Südlich des Himmels – Westlich der Hölle (2000) und Number 23 (2007). In Die Tiefseetaucher (2004) unter Regie von Wes Anderson hatte er eine vergleichsweise größere Nebenrolle als biederer Versicherungsmitarbeiter. Des Weiteren spielte er in den Fernsehserien Arrested Development (2006) und Criminal Minds (2010). In mehreren Zeichentrickserien über das Superman-Universum sprach er die Figur des Schurken Toyman.
In den 1970er Jahren lebte Bud Cort mehrere Jahre im Haus seines engen Freundes Groucho Marx.

## Filmografie (Auswahl)
- 1967: Gegen den Strom die Treppe hinauf (Up the Down Staircase)
- 1969: Sweet Charity
- 1970: MASH
- 1970: Blutige Erdbeeren (The Strawberry Statement)
- 1970: Nur Fliegen ist schöner (Brewster McCloud)
- 1971: G.A.S.S. Oder: Es war notwendig, die Welt zu vernichten, um sie zu retten (Gas! - Or - It Became Necessary to Destroy the World to Save It)
- 1971: Harold und Maude (Harold and Maude)
- 1975: Roma drogata la polizia non può intervenire
- 1977: Warum schießen Sie auf den Lehrer? (Why Shoot the Teacher?)
- 1978: Son of Hitler
- 1980: Brave New World (Fernsehfilm)
- 1980: Stirb lachend (Die Laughing)
- 1981: She Dances Alone
- 1983: Ein Sprung in der Schüssel (Hysterical)
- 1983: Hörig (Love Letters)
- 1984: Electric Dreams
- 1984: Maria’s Lovers
- 1986: Invasion vom Mars (Invaders from Mars)
- 1987: Bates Motel
- 1987: Sledge Hammer! (Fernsehserie, 1 Folge)
- 1988: Verhext nochmal (Love at Stake)
- 1988: Martini Ranch – Reach (Musikvideo)
- 1989: Mächte des Grauens (Out of the Dark)
- 1989: Hotels: Hotel de Paris-Monte Carlo (Regie, Drehbuch)
- 1990: Brain Dead
- 1991: Ted & Venus (Regie, Drehbuch)
- 1993: … und das Leben geht weiter (And the Band Played On)
- 1995: Flucht im roten Cadillac (Girl in the Cadillac)
- 1995: Verrückt nach einem Kuß (Crazy for a Kiss)
- 1995: T-Rex (Theodore Rex)
- 1995: Heat
- 1997: Das große Zittern (Jitters) (Fernsehfilm)
- 1998: I Woke Up Early the Day I Died
- 1999: Dogma
- 1999: Weil ich ein Mädchen bin (But I’m a Cheerleader)
- 2000: The Million Dollar Hotel
- 2000: Coyote Ugly
- 2000: Pollock
- 2003: The Big Empty
- 2004: Die Tiefseetaucher (The Life Aquatic with Steve Zissou)
- 2007: Number 23
- 2007: Ugly Betty (Fernsehserie, 1 Folge)
- 2010: Criminal Minds (Fernsehserie, 1 Folge)
- 2015: Der Kleine Prinz (The Little Prince) (Sprechrolle)
- 2016: Affections (Kurzfilm)